# Chaponnay
Chaponnay est une commune française située dans le département du Rhône, en région Auvergne-Rhône-Alpes.

## Géographie

### Situation et description
Chaponnay se situe en banlieue sud-est de Lyon et fait partie des communes dites de l'Est Lyonnais.

### Communes limitrophes
Les communes limitrophes sont : Corbas, Mions, Marennes, Saint-Pierre-de-Chandieu, Valencin, Villette-de-Vienne, Saint-Just-Chaleyssin, Luzinay.

### Climat
Pour des articles plus généraux, voir Climat d'Auvergne-Rhône-Alpes et Climat du Rhône.
En 2010, le climat de la commune est de type climat océanique altéré, selon une étude du Centre national de la recherche scientifique s'appuyant sur une série de données couvrant la période 1971-2000. En 2020, Météo-France publie une typologie des climats de la France métropolitaine dans laquelle la commune est dans une zone de transition entre le climat semi-continental et le climat de montagne et est dans la région climatique  Bourgogne, vallée de la Saône, caractérisée par un bon ensoleillement (1 900 h/an), un été chaud (18,5 °C), un air sec au printemps et en été et des vents faibles. 
Pour la période 1971-2000, la température annuelle moyenne est de 12,1 °C, avec une amplitude thermique annuelle de 18,2 °C. Le cumul annuel moyen de précipitations est de 863 mm, avec 8,7 jours de précipitations en janvier et 6,3 jours en juillet. Pour la période 1991-2020, la température moyenne annuelle observée sur la station météorologique de Météo-France la plus proche, « Luzinay », sur la commune de Luzinay à 4 km à vol d'oiseau, est de 12,7 °C et le cumul annuel moyen de précipitations est de 928,1 mm,. Pour l'avenir, les paramètres climatiques de la commune estimés pour 2050 selon différents scénarios d'émission de gaz à effet de serre sont consultables sur un site dédié publié par Météo-France en novembre 2022.
| Mois                                  | jan.          | fév.           | mars           | avril         | mai           | juin         | jui.          | août           | sep.          | oct.          | nov.            | déc.          | année     |
| ------------------------------------- | ------------- | -------------- | -------------- | ------------- | ------------- | ------------ | ------------- | -------------- | ------------- | ------------- | --------------- | ------------- | --------- |
| Température minimale moyenne (°C)     | 1             | 1,1            | 3,9            | 7             | 10,8          | 14,4         | 16,1          | 15,7           | 12,4          | 9,4           | 4,7             | 1,6           | 8,2       |
| Température moyenne (°C)              | 3,7           | 4,8            | 8,6            | 12,2          | 16,1          | 20,2         | 22,1          | 21,6           | 17,7          | 13,3          | 7,7             | 4,3           | 12,7      |
| Température maximale moyenne (°C)     | 6,5           | 8,4            | 13,3           | 17,4          | 21,3          | 25,9         | 28            | 27,5           | 22,9          | 17,3          | 10,7            | 7             | 17,2      |
| Record de froid (°C) date du record   | −10 13.01.03  | −12,9 05.02.12 | −10,5 01.03.05 | −3,4 08.04.03 | 1,5 07.05.19  | 5,5 07.06.06 | 7,5 13.07.00  | 7,9 30.08.1998 | 4,2 27.09.20  | −3,5 26.10.03 | −7,8 23.11.1998 | −14 30.12.05  | −14 2005  |
| Record de chaleur (°C) date du record | 18,5 10.01.15 | 21 23.02.20    | 24,8 30.03.17  | 29,2 21.04.18 | 33,1 24.05.09 | 39 22.06.03  | 39,6 24.07.19 | 40,3 13.08.03  | 33,8 14.09.20 | 27,7 04.10.10 | 21,5 07.11.15   | 17,2 05.12.06 | 40,3 2003 |
| Précipitations (mm)                   | 64,5          | 52,4           | 55,2           | 75,2          | 92,5          | 78,5         | 72,7          | 67,8           | 91,3          | 110,2         | 101,9           | 65,9          | 928,1     |

### Hydrographie
Le territoire communal est traversé par l'Ozon, un affluent direct du Rhône.

### Transports
La commune est desservie par le réseau Les Cars du Rhône du SYTRAL.
Deux lignes régulières :
- Ligne 112 direction Valencin ou Vénissieux - Parilly ;
- Ligne 252 direction Saint-Symphorien-d'Ozon.

Trois lignes fréquences :
- Ligne 703 direction Vienne ;
- Ligne 707 direction Communay ou Mions ;
- Ligne 763 direction Heyrieux.

## Urbanisme

### Typologie
Au 1er janvier 2024, Chaponnay est catégorisée bourg rural, selon la nouvelle grille communale de densité à sept niveaux définie par l'Insee en 2022.
Elle appartient à l'unité urbaine de Lyon, une agglomération inter-départementale regroupant 123  communes, dont elle est une commune de la banlieue,,. Par ailleurs la commune fait partie de l'aire d'attraction de Lyon, dont elle est une commune de la couronne,. Cette aire, qui regroupe 397 communes, est catégorisée dans les aires de 700 000 habitants ou plus (hors Paris),.

### Occupation des sols
L'occupation des sols de la commune, telle qu'elle ressort de la base de données européenne d’occupation biophysique des sols Corine Land Cover (CLC), est marquée par l'importance des territoires agricoles (72,7 % en 2018), en diminution par rapport à 1990 (77,8 %). La répartition détaillée en 2018 est la suivante : 
terres arables (46,9 %), zones agricoles hétérogènes (19,9 %), forêts (10,2 %), zones urbanisées (9,8 %), zones industrielles ou commerciales et réseaux de communication (6,3 %), prairies (6 %), espaces verts artificialisés, non agricoles (1 %). L'évolution de l’occupation des sols de la commune et de ses infrastructures peut être observée sur les différentes représentations cartographiques du territoire : la carte de Cassini (XVIIIe siècle), la carte d'état-major (1820-1866) et les cartes ou photos aériennes de l'IGN pour la période actuelle (1950 à aujourd'hui).

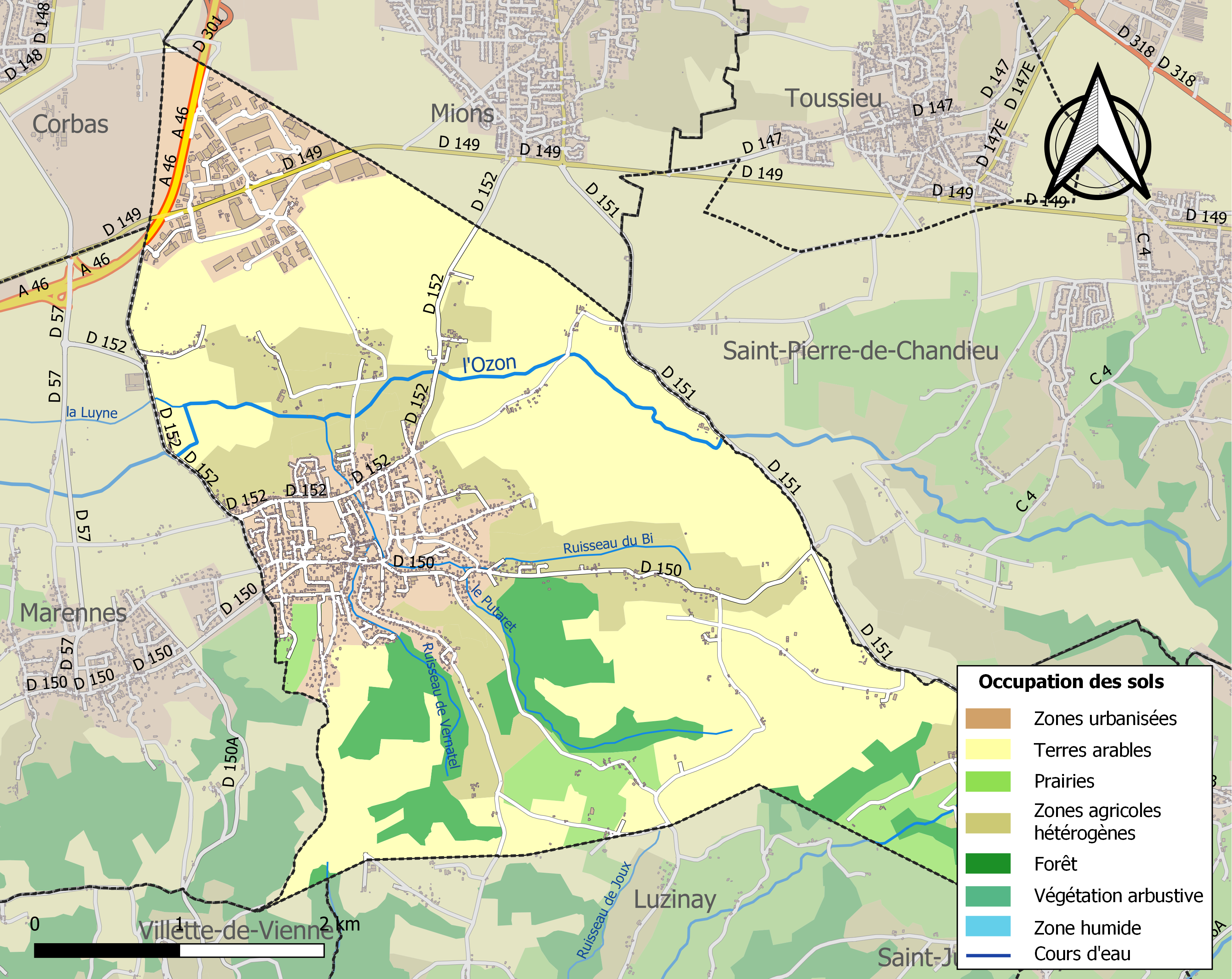
Carte des infrastructures et de l'occupation des sols de la commune en 2018 (CLC).

### Risques naturels et technologiques

#### Risques sismiques
L'ensemble du territoire de la commune de Chaponnay est situé en zone de sismicité n°3 (sur une échelle de 1 à 5), comme la plupart des communes de son secteur géographique.
| Type de zone | Niveau            | Définitions (bâtiment à risque normal) |
| ------------ | ----------------- | -------------------------------------- |
| Zone 3       | Sismicité modérée | accélération = 1,1 m/s2                |

## Histoire
Initialement rattachée au département de l'Isère, la commune de Chaponnay est transférée, comme l'ensemble du canton de Saint-Symphorien-d'Ozon, au département du Rhône par la loi no 67-1205 du 29 décembre 1967.

## Politique et administration

### Administration municipale
| Période                                  | Période                       | Identité          | Étiquette         | Qualité |
| ---------------------------------------- | ----------------------------- | ----------------- | ----------------- | --- |
| Les données manquantes sont à compléter. |                               |                   |                   | |
| 1848                                     | 1865                          | Antoine Buyat     |                   | |
| Les données manquantes sont à compléter. |                               |                   |                   | |
| 1871                                     | 1887 (décès)                  | Étienne Buyat     | Union des gauches | Avocat à Lyon Député de l'Isère (1876 → 1887) Conseiller général de Saint-Symphorien-d'Ozon (1865 → 1887) Président du conseil général de l'Isère (1881 → 1887) Fils d'Antoine Buyat |
| Les données manquantes sont à compléter. |                               |                   |                   | |
| 1901                                     | 1944                          | Louis Buyat       | Rad. puis RG      | Avocat Député de l'Isère (1902 → 1910, 1928 → 1932 et 1936 → 1942) Conseiller général d'Heyrieux (1901 → 1940) Fils d'Étienne Buyat et petit-fils d'Antoine Buyat |
| Les données manquantes sont à compléter. |                               |                   |                   | |
| mai 1953 [réf. nécessaire]               | 1970                          | Henri Valencin    |                   | |
| 1970                                     | mars 1977                     | Joanny Odet       |                   | |
| mars 1977                                | mars 1989                     | Jean-Paul Rolland |                   | |
| mars 1989                                | janvier 2025 (décès)          | Raymond Durand    | UDF puis NC-UDI   | Informaticien retraité Député du Rhône (11e circ.) (2008 → 2012) Conseiller général de Saint-Symphorien-d'Ozon (1994 → 2015) Vice-président du conseil général du Rhône (2001 → 2015) Vice-président de la CC du Pays de l'Ozon Suppléant des députés Jean-Claude Bahu (1993 → 1997) et Georges Fenech (2007 → 2008) |
| janvier 2025                             | En cours (au 30 janvier 2025) | Nicolas Varigny   | LR                | Cadre de la fonction publique 1er adjoint au maire (2020 → 2025) 1er vice-président de la CC du Pays de l'Ozon (2020 → ) |

### Intercommunalité
La commune fait partie de la communauté de communes du Pays de l'Ozon.

### Jumelages
- Steinhausen an der Rottum (Allemagne) depuis 1983.

## Population et société

### Démographie
L'évolution du nombre d'habitants est connue à travers les recensements de la population effectués dans la commune depuis 1793. Pour les communes de moins de 10 000 habitants, une enquête de recensement portant sur toute la population est réalisée tous les cinq ans, les populations de référence des années intermédiaires étant quant à elles estimées par interpolation ou extrapolation. Pour la commune, le premier recensement exhaustif entrant dans le cadre du nouveau dispositif a été réalisé en 2006.

En 2022, la commune comptait 4 519 habitants, en évolution de +7,29 % par rapport à 2016 (Rhône : +3,93 %, France hors Mayotte : +2,11 %).
| 1793  | 1800 | 1806 | 1821  | 1831  | 1836  | 1841  | 1846  | 1851  |
| ----- | ---- | ---- | ----- | ----- | ----- | ----- | ----- | ----- |
| 1 064 | 853  | 966  | 1 080 | 1 163 | 1 215 | 1 262 | 1 285 | 1 240 |

| 1856  | 1861  | 1866  | 1872  | 1876  | 1881  | 1886  | 1891  | 1896  |
| ----- | ----- | ----- | ----- | ----- | ----- | ----- | ----- | ----- |
| 1 156 | 1 162 | 1 152 | 1 056 | 1 080 | 1 100 | 1 230 | 1 216 | 1 242 |

| 1901  | 1906  | 1911  | 1921  | 1926  | 1931  | 1936  | 1946  | 1954  |
| ----- | ----- | ----- | ----- | ----- | ----- | ----- | ----- | ----- |
| 1 228 | 1 209 | 1 161 | 1 016 | 1 059 | 1 011 | 1 018 | 1 005 | 1 079 |

| 1962  | 1968  | 1975  | 1982  | 1990  | 1999  | 2006  | 2011  | 2016  |
| ----- | ----- | ----- | ----- | ----- | ----- | ----- | ----- | ----- |
| 1 147 | 1 242 | 1 454 | 2 706 | 2 913 | 3 317 | 3 472 | 3 753 | 4 212 |

| 2021  | 2022  | - | - | - | - | - | - | - |
| ----- | ----- | - | - | - | - | - | - | - |
| 4 465 | 4 519 | - | - | - | - | - | - | - |

### Enseignement
Il y a une école maternelle, une école primaire et un collège privé.

### Manifestations culturelles et festivités
La commune organise son carnaval chaque année en février. En 2010 ont eu lieu plusieurs manifestations culturelles dont le concert du quintette de jazz de All blues et Adèle Bracco et la pièce La bonne adresse par la compagnie l’Entracte, réalisée par Marc Camoletti et mise en scène par Daniel Vial.
D'autres événements ponctuels ont lieu comme en 2010 une exposition au Parc municipal sur le thème Paysages de sciences, animée par le musée des Confluences et le CNRS. En mai 2010 aura lieu la 123e édition de la foire de la Pentecôte.

### Équipements sanitaires
La commune compte plusieurs cabinets médicaux situés dans le centre du village. Le village compte aussi une pharmacie,un podologue, un sophrologue, un psychologue et plusieurs kinésithérapeutes.

### Clubs sportifs

#### Clubs de rugby
- Le siège de la Ligue régionale Auvergne-Rhône-Alpes de rugby est situé au 380 rue des Frères Voisin à Chaponnay.
- Le Comité de rugby Rhône-Métropole de Lyon est aussi situé au 380 rue des Frères Voisin à Chaponnay.
- Le Rugby Club du Pays d'Ozon est le club de rugby de la CCPO. Évoluant en promotion d'honneur (8e division). Situé au stade de rugby Robert Crépieux à Chaponnay.

#### Autres clubs
- Le FC Chaponnay-Marennes est un club de football associé à la ville. L'équipe Fanion évolue en PHR (8e division). La commune voisine de Marennes fait partie de l'entente[26].
- Le BCVO69 est un club de badminton créé en 2002 par l'impulsion de Roland Maillet et Mr Pastor, ce dernier était à l'époque enseignant à l'école élémentaire du village.

### Environnement et cadre de vie
La commune a investi dans le développement d'une zone dite humide à l'extérieur du village. La zone comprend des cressonnières, trois petits étangs et différents chemins afin de se promener. La chasse y est interdite.
Le village compte environ 70 artisans et commerçants répartis sur l'ensemble de la commune.
L'association  Club soleil d'automne  est une association qui permet toute activité sociale, discuter et rencontrer des personnes du villages.

## Économie
En 2010, on compte une centaine d'entreprises installées dans le Parc d’affaires de la vallée de l’Ozon, qui emploient au total quelque 2 600 personnes. Un centre de recherche du groupe V33, entreprise de peintures et de produits pour le bois, est implanté dans la commune.

### Revenus de la population et fiscalité
En 2010, le revenu fiscal médian par ménage était de 43 100 €, ce qui plaçait Chaponnay au 932e rang parmi les 31 525 communes de plus de 39 ménages en métropole

## Culture locale et patrimoine

### Lieux et monuments

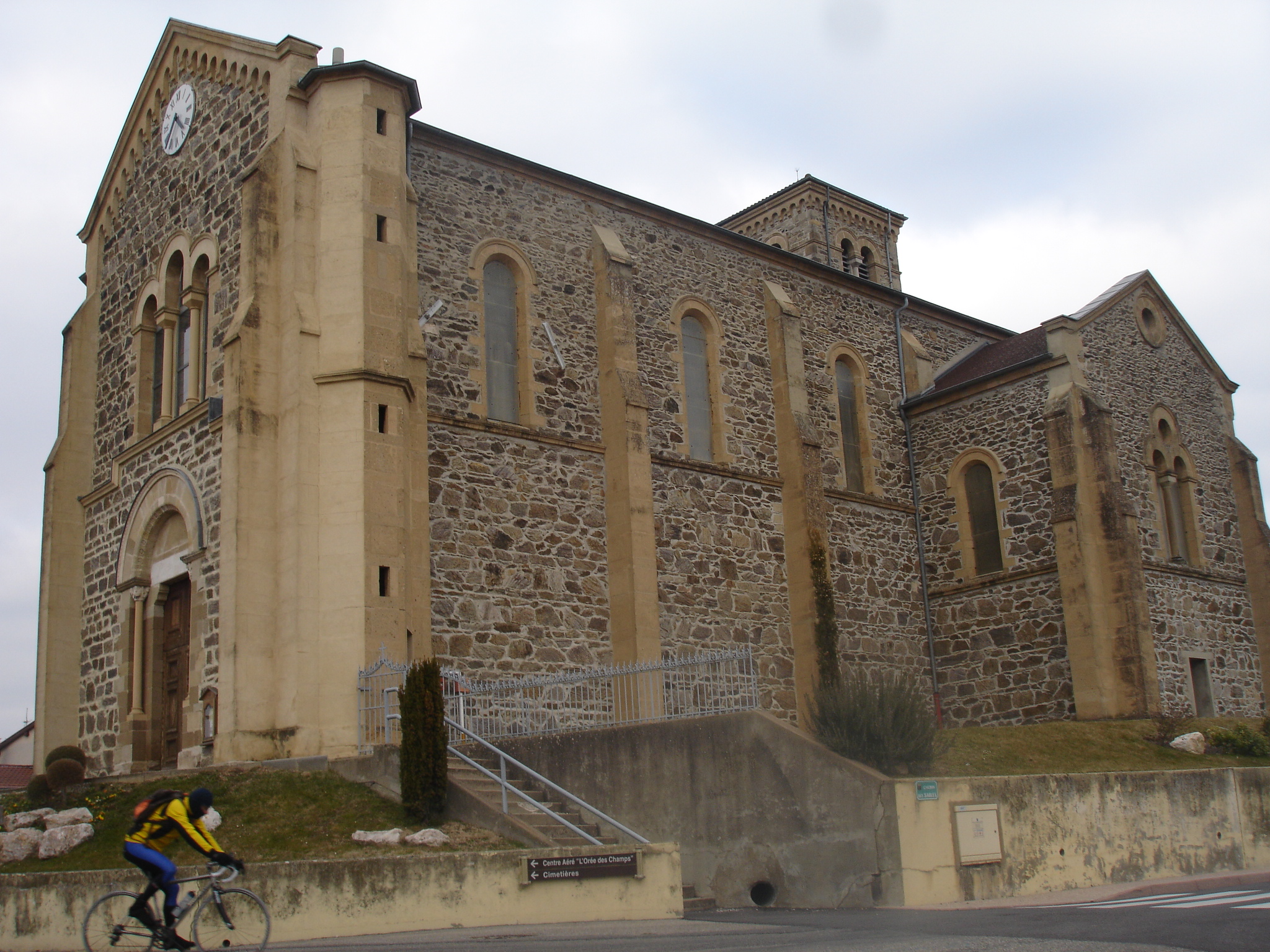
L'église Saint-Barthélémy.

- Collège privé de La Xavière : implanté depuis 1985, c'est une décentralisation du site central de Vénissieux - Moulin-à-Vent, devenu trop étroit au fil des années.
- Église Saint-Barthélémy : elle a l'originalité d'être située à l'écart du centre de la commune, sur une butte à la sortie du village en direction de Valencin. Cette église a été bâtie en 1853, par le nouvel architecte diocésain Alfred Berruyer dont elle est typique du style néo-roman. C'est une des premières églises comprenant des pierres factices de ciment moulé.

### Patrimoine culturel
- L'écomusée de Chaponnay, ouvert en 2018, est entièrement détruit par un incendie en mai 2020[30].

### Espaces verts et fleurissement
En 2014, la commune obtient le niveau « quatre fleurs » au concours des villes et villages fleuris.

### Héraldique
|  | Chaponnay possède des armoiries dont l'origine et le blasonnement exact ne sont pas disponibles. |

### Personnalités liées à la commune

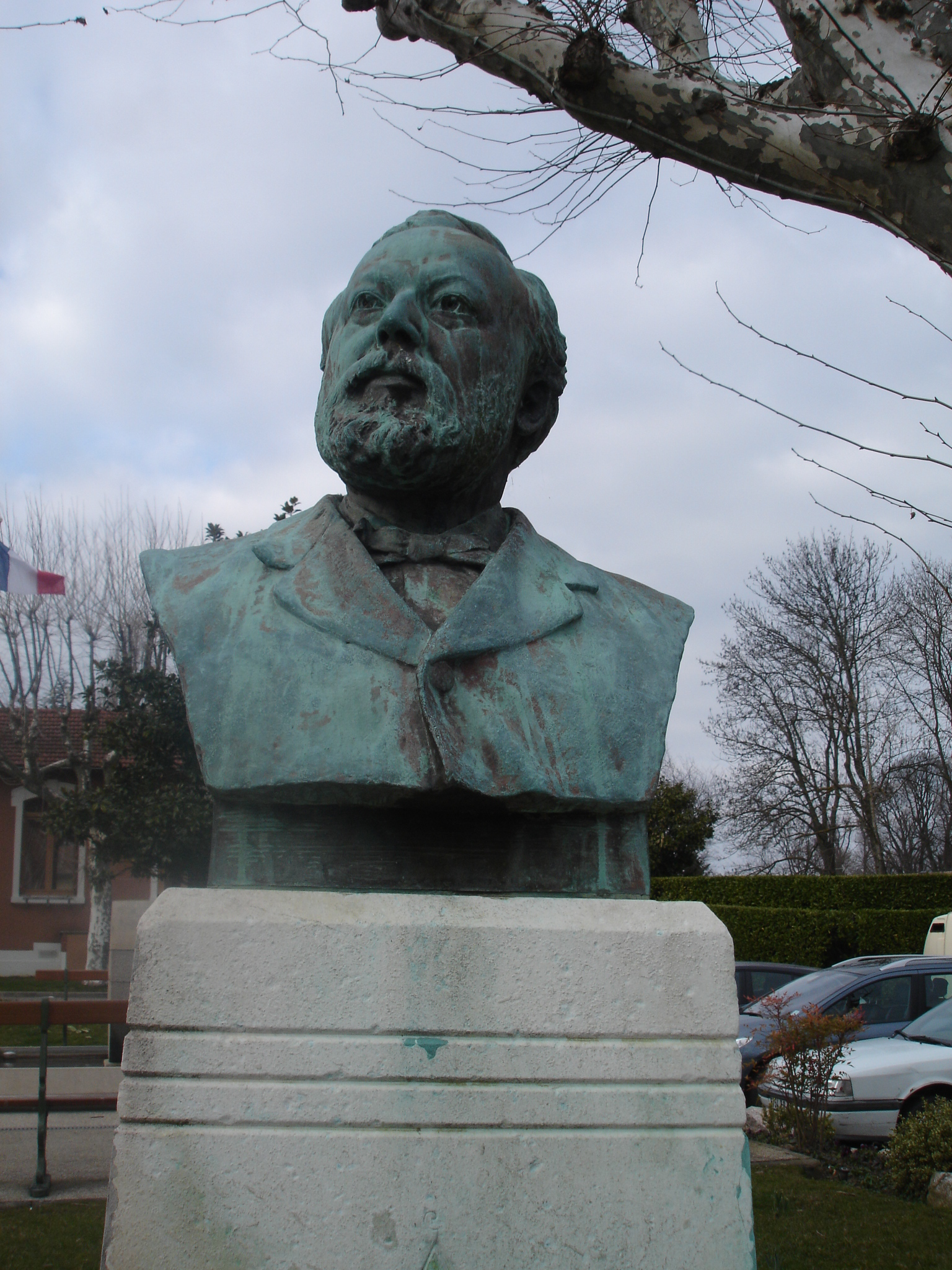
Statue de Buyat.

- Antonio Bulifon (1649-1707), imprimeur-libraire installé à Naples.
- Camille Rolland (1875-1964), homme politique, sénateur du Rhône.
- Louis Gueymard, ténor du XIXe siècle.
- La famille Buyat a donné plusieurs personnalités locales dont l'une a sa statue sur la place de la Mairie et une autre un nom de rue près de l'église.